# Cos de les Capitanies de Port - Guàrdia Costanera
El Cos de les Capitanies de Port - Guàrdia Costanera són els guardacostes d'Itàlia.

## Organigrama i estructura

### Estructura de les Capitanies de Port
- 1 MARICOGECAP - Comandament General del Cos de les Capitanies de Port - Comando generale; assumeix les funcions de "Italian Maritime Rescue Coordination Centre" (IMRCC)
- 15 DIREZIOMARE - Adreces Marítimes, de les quals depenen altres tants Comandaments Operatius de Zona Marítima - Direzioni marittime (MRSC)
- 55 COMPAMARE - Capitanies de Porto - Compartimenti marittimi/Capitanerie di porto
- 51 CIRCOMARE - Oficines de Circumscripció Marítima - Uffici circondariali marittimi
- 126 LOCAMARE - Oficines Locals Marítimes - Uffici locali marittimi
- 61 DELEMARE - Delegacions Marítimes o Delegacions de Platja - Delegazioni marittime o Delegazioni di spiaggia

A més formen part del cos:
- 1 SAGUARCOST - Servei Aeri Guàrdia Costanera - Servizio Aereo Guardia Costiera
  - 3 NUCAER - Nuclis aeris - Nuclei aerei (1r Sarzana-Luni, 2n Catània, 3r Pescara)
- L'estació satelit COSPAS-SARSAT de  Bari (en sinergia amb la Protecció Civil);
- Els 5 Nuclis d'operadors subáqueos (San Benedetto del Tronto, Nàpols, Messina, Càller i Gènova);
- Els 2 Nuclis mitjans nàutiques (llac de Garda - Salò, llac Maggiore - Verbania);
- El Departament Ambient marí de les Capitanies de Port que es troben en el Ministeri de l'ambient i de la tutela del territori
- El Nucli a la Direcció General de la pesca del Ministeri per a polítiques agrícoles i forestals.

## Funcions
El Cos de les Capitanies de Port - Guàrdia Costanera és un Cos de la Marina Militar que desenvolupa tasques i funcions relacionades sobretot amb l'ús del mar per objectius civils, i que depèn des del punt de vista de les seves funcions de diversos ministeris que es beneficien de la seva tasca. Entre aquests en primer lloc el Ministeri de Transport que ha "heretat" el 1994, del Ministeri de la Marina Mercant, la major part de les funcions relacionades a l'ús de la mar per a activitats de navegació comercial i lúdica, a aquest ministeri s'atribueixen els despeses de funció.
Les principals línies d'activitat del Cos són les següents:
- Cerca i socors a mar (SAR) amb tota l'organització de coordinació, control, descobriment i comunicacions, activa en les 24 hores que aquesta tasca comporta;
- Seguretat en la navegació, amb controls inspectors sistemàtics sobre tota la flota nacional mercant, de pesca i d'esbarjo i, a través de l'activitat de "Port State Control", també sobre la flota mercant estrangera que atraca en els nostres ports;
- Protecció de l'ambient marí, en relació de dependència de funcions amb el Ministeri de l'ambient i tutela del territori, utilitzant amb aquesta finalitat en sinergia, recursos (centrals operatives, flotilles aeronavales, sistema de control del trànsit naval) ja en activitat per a tasques de socors, seguretat de la navegació i de policia marítima;
- Control sobre la pesca marítima, en relació de dependència de funcions amb el Ministeri per a les polítiques agrícoles i forestals a aquest efecte el comandament general és l'autoritat responsable del Centre Nacional de Control de Pesca i les Capitanies s'efectuen els controls previstos per la normativa nacional i comunitària sobre tota la flota pesquera;
- Administració perifèrica de les funcions estatals en matèria de formació de funcionaris marítims, d'inscripció al Registre mercant i de pesca, d'esbarjo nàutic, de contenciós per delictes marítims despenalitzats;
- Policia marítima, és a dir, policia tècnic-administrativa marítima, abastant la disciplina de la navegació marítima i la regulació de successos que tinguin lloc en els espais marítims sota sobirania nacional, el control del trànsit marítim, la maniobra dels vaixells i la seguretat en els ports, les investigacions sobre sinistres marítims, el control del domini marítim nacional, les avaluacions i controls periòdics de dipòsits costaners i d'altres establiments perillosos.

Ulteriors funcions les desenvolupa el Ministeri de Defensa (allistar personal militar), dels béns culturals i ambientals (arqueologia subaquàtica), de l'interior (anti-immigració il legal), de justícia, i del departament de protecció civil, tots ells amb el denominador comú del mar i la navegació.
La quantitat i varietat de les activitats desenvolupades posen a les Capitanies com a punt de referència de les activitats marítimes, i fan d'elles una "finestreta única" en les relacions entre els ciutadans i el mar. El Cos es presenta com una estructura especialista, ja sigui des del punt de vista administratiu que tècnic-operatiu, per a la realització de funcions públiques estatals que tenen lloc en els espais marítims d'interès nacional. Aquests espais comprenen 155.000 km² d'aigües marítimes, interiors i territorials que formen part del territori de l'Estat, i els 350.000 km² d'aigües en les quals Itàlia té dret exclusiu (explotació dels recursos de sots) o deures (socors en el mar i protecció de l'ambient marí): un complex d'aigües marines d'extensió gairebé el doble del territori terrestre nacional, i que com se sabees de 301.000 km². Segons les línies de tendència que s'estan conformant a Europa, l'autoritat marítima - guàrdia costanera ha d'exercir un control efectiu sobre els mars per salvaguarda de la vida humana, per a la seguretat de la navegació, per al correcte desenvolupament de l'activitat econòmica (pesca i explotació de la plataforma continental), i per a la tutela de l'ambient marí.